# Glomus clarum
Glomus clarum är en svampart som beskrevs av T.H. Nicolson & N.C. Schenck 1979. Glomus clarum ingår i släktet Glomus och familjen Glomeraceae.   Inga underarter finns listade i Catalogue of Life.